# Baldwin (Ontario)
Baldwin – gmina (ang. township) w Kanadzie, w prowincji Ontario, w dystrykcie Sudbury.
Powierzchnia Baldwin to 81,82 km².
Według danych spisu powszechnego z roku 2001 Baldwin liczy 624 mieszkańców (7,63 os./km²).